# Интервальная арифметика
Интервальная арифметика — математическая структура, которая для вещественных интервалов определяет операции, аналогичные обычным арифметическим. Эту область математики называют также интервальным анализом или интервальными вычислениями. Данная математическая модель удобна для исследования различных прикладных объектов:
- Величины, значения которых известны только приближённо, то есть определён конечный интервал, в котором эти значения содержатся.
- Величины, значения которых в ходе вычислений искажены ошибками округления.
- Случайные величины.

Объекты и операции интервальной арифметики можно рассматривать как обобщение модели вещественных чисел, поэтому интервалы в ряде источников называются интервальными числами. Практическая важность этой модели связана с тем, что результаты измерений и вычислений почти всегда имеют некоторую погрешность, которую необходимо учесть и оценить.

## История вопроса
Интервальная арифметика не является совершенно новым явлением в математике; в истории она несколько раз появлялась под разными именами. Например, Архимед в III веке до н. э.. рассчитал нижнюю и верхнюю границы для числа {\displaystyle \pi }:
{\displaystyle {\frac {223}{71}}<\pi <{\frac {22}{7}}}
Хотя вычисления с интервалами не были столь же популярны, как другие численные методы, но они не были полностью забыты.
Новая история интервальных вычислений начинается в 1931 году с работы Розалинды Сесили Янг, где были приведены правила вычисления с интервалами и другими подмножествами вещественных чисел. В 1951 году появился учебник Пола С. Дуайера по линейной алгебре, в нём эта тема рассматривалась с точки зрения повышения надёжности цифровых систем — интервалы использовались для оценки ошибок округления, связанных с числами с плавающей запятой. В 1958 году Теруо Сунага опубликовал подробный доклад о применении интервальной алгебре в численном анализе.
Во второй половине XX века потребности компьютерных вычислений вызвали бурное развитие интервального анализа практически одновременно и независимо в Советском Союзе, США, Японии и Польше. В 1966 году появилась книга американского математика Рамона Мура «Интервальный анализ» (Interval Analysis). Достоинство этой работы заключалось в том, что, начиная с простого принципа, он предоставлял общий метод для автоматического анализа ошибок, причём не только ошибок, возникающих в результате округления.
В последующие два десятилетия важные исследования по интервальному анализу и его приложениям велись в Германии — Карлом Никелем и его учениками в Университете Фрайбурга, в группах Ульриха Кулиша и Гётца Алефельда в Университете Карлсруэ, и других.
В 1960-х годах Элдон Р. Хансен занимался расширением интервального подхода на системы линейных уравнений, а затем внес важный вклад в глобальную оптимизацию, включая то, что сейчас известно как метод Хансена — возможно, наиболее широко используемый интервальный алгоритм. Классические методы в этой задаче часто имеют проблему с определением наибольшего (или наименьшего) глобального значения (могут найти только локальный оптимум и не могут найти лучшие значения); Хельмут Рачек и Джон Джордж Рокне разработали вариацию метода ветвей и границ, который до этого применялся только к целочисленным значениям.
В 1988 году Рудольф Лонер разработал программное обеспечение на основе языка Фортран для доказательного решения задачи Коши для систем обыкновенных дифференциальных уравнений.
С 1990-х годов началась публикация международного журнала «Интервальные вычисления» − «Interval Computations», который в 1995 году был переименован в «Reliable Computing» («Надёжные вычисления»). Основной тематикой журнала являются доказательные вычисления, методы интервального анализа и его приложения.
В России и СССР интервальной тематикой активно занимался с 1920-х годов В. М. Брадис. В 1962 году один из первых выпусков «Сибирского математического журнала» опубликовал статью Леонида Витальевича Канторовича, который, фактически, наметил основы интервального анализа в частично упорядоченных пространствах и приложения новой техники. В его статье эта тематика была обозначена как приоритетная для нашей вычислительной науки. В послевоенный период одной из первых стала книга Ю. И. Шокина «Интервальный анализ». В следующем году появилось учебное пособие Т.И. Назаренко и Л.В. Марченко «Введение в интервальные методы вычислительной математики», а в 1986 году — монография С. А. Калмыкова, Ю. И. Шокина и З. Х. Юлдашева «Методы интервального анализа».

## Операции над интервалами
Мы будем рассматривать всевозможные конечные вещественные интервалы {\displaystyle [a,b]\ (a\leqslant b)}. Операции над ними определяются следующим образом:
- Сложение: [a,b] + [c,d] = [a + c, b + d]
- Вычитание: [a,b] − [c,d] = [a − d, b − c]
- Умножение: [a,b] × [c,d] = [min (ac, ad, bc, bd), max (ac, ad, bc, bd)]
- Деление: [a,b] / [c,d] = [min (a/c, a/d, b/c, b/d), max (a/c, a/d, b/c, b/d)]

Из определения видно, что интервал-сумма содержит всевозможные суммы чисел из интервалов-слагаемых и определяет границы множества таких сумм. Аналогично трактуются прочие действия. Отметим, что операция деления определена только в том случае, когда интервал-делитель не содержит нуля.
Вырожденные интервалы, у которых начало и конец совпадают, можно отождествить с обычными вещественными числами. Для них данные выше определения совпадают с классическими арифметическими действиями.

## Свойства операций
Сложение и умножение интервалов коммутативны и ассоциативны. Но вместо полноценной дистрибутивности умножения по сложению имеет место так называемая субдистрибутивность:
{\displaystyle X(Y+Z)\subset XY+XZ}

## Стандарт IEEE 1788
Стандарт компьютерной реализации интервальной арифметики IEEE 1788—2015 был принят в июне 2015 года. В процессе работы над стандартом и в последующие годы были подготовлены несколько свободно распространяемых референсных реализаций: библиотека C++ libieeep1788 library for C++, библиотека JInterval для языка Java, а также пакет, реализующий интервальные вычисления для свободного математического ПО GNU Octave.
Минимальное подмножество стандарта, предназначенное для упрощения и ускорения его реализации — IEEE Std 1788.1-2017, было принято в декабре 2017 и опубликовано в феврале 2018.

## Программное обеспечение
Существует много реализаций интервальной арифметики в различных пакетах программного обеспечения. Зачастую они оформляются как специализированные библиотеки. Ряд компиляторов Fortran и C++ включают в себя поддержку интервальных значений как специального типа данных.